# 一子繼承
一子繼承（德語：Anerbenrecht），指單獨繼承，為中世紀及近代德國農民為防止因均分繼承導致農地遭細分，使耕種上發生困難而發展的繼承制度。
在一子繼承制度下，農地及其他農業資產通常由長子繼承，並以現金或其他年金補償其他子女，故一子繼承人在繼承分受相當之優遇，至今於德國部分邦仍採行此繼承制度。

## 臺灣相關法規
中華民國(台灣)民法上規定子女均分繼承方式分配遺產，過去有佃農制度，而後實施耕者有其田政策，因而農地因均分繼承而過度細分的問題較不顯著。